# Tamyra Mariama Mensah
Tamyra Mariama Mensah (Katy, Texas, 1992. október 11. –) amerikai női szabadfogású birkózó. A 2019-es birkózó-világbajnokságon aranyérmet szerzett 68 kg-os súlycsoportban. A 2018-as birkózó-világbajnokságon bronzérmet nyert 68 kg-os súlycsoportban, szabadfogásban, az Akadémiai Játékokon 2014-ben ezüstérmes volt.

## Sportpályafutása
A 2018-as birkózó-világbajnokságon a 68 kg-osok súlycsoportjában a bronzmérkőzés során a kanadai Olivia Grace Di Bacco volt az ellenfele. A mérkőzést 7–4-re nyerte.
A 2019-es birkózó-világbajnokságon aranyérmet szerzett 68 kg-ban, szabadfogásban. A döntőben ellenfele a svéd Anna Jenny Eva Maria Fransson volt, akit 8-2-re legyőzött.